# 蔡英 (洪武進士)
蔡英，原籍江西南昌县，移籍山东禹城县，明朝政治人物、進士出身。

## 生平
洪武十八年，登進士三甲第七十四名。授陕西澄城县知县。